# Callidium hoppingi
Callidium hoppingi är en skalbaggsart som beskrevs av Linsley 1957. Callidium hoppingi ingår i släktet Callidium och familjen långhorningar. Inga underarter finns listade.